# Территориальное аббатство Святого Маврикия
Абба́тство Свято́го Маври́кия Аго́нского (фр. Abbaye de Saint-Maurice d'Agaune), или Сен-Морис-ан-Вале (фр. Saint-Maurice-en-Valais) — швейцарский католический монастырь, основанный в VI веке, и живущий по уставу святого Августина. Расположен на скале на участке дороги между Женевой и перевалом Симплон. Территориально относится к общине Сен-Морис, кантон Вале.
Монастырь тесно связан с древнейшим рыцарским орденом св. Маврикия (здесь в первое воскресенье после пасхи проходит церемония приёма в члены ордена) и является территориальным аббатством, т. е., не подчинён какой-либо епархии. Находится в центре живописной деревни, которая опустела в середине XX века и ныне полностью принадлежит территориальной католической епархии. Это место является швейцарским объектом наследия национального значения.

## История
Аббатство Святого Маврикия основано в бывшем древнеримском лагере Agaunum на месте римского храма I века до нашей эры, посвящённого языческому богу Меркурию. Впервые упомянуто лионским епископом Евхарием, которого якобы посетило откровение, будто именно здесь в III в. н.э. произошло мученичество фиванского легиона под командованием святого Маврикия.
В 515 году проведен поместный собор, где рассматривались проблемы обустройства нового монастыря в Сен-Морисе и введение там устава. В том же году базилика святого Маврикия стала монастырской церковью под патронажем короля Сигизмунда, первого правителя своей династии, перешедшего из арианства в каноническую церковь. 
Аббатство стало известно своей традицией неусыпного пения псалмов, известной как laus perennis, что практиковалось там начиная с 522 или 523 года. Песнопения совершались днём и ночью. Для этого в монастыре существовали несколько хоров, которые сменяли друг друга. Эта практика продолжалась до IX века, когда монахи были заменены общиной каноников.
В середине IX века аббатством овладел граф Хукберт. В 864 году он был убит в битве при реке Орбе и его сменил победитель — граф Конрад Осерский, который позже стал аббатом.
Бозон, впоследствии король Прованса (850—887), получил аббатство приблизительно в 870 году от своего зятя Карла Лысого. Сын Конрада, Рудольф I Бургундский, который унаследовал аббатство от него, став королём, был коронован в 888 году в самом аббатстве, которое он затем сделал своей королевской резиденцией. Потомки Конрада Осерского становились королями Бургундии, начиная от Рудольфа I, кончая Рудольфом III. Они управляли аббатством до приблизительно 1000 года.

Монастырь оставался собственностью Королевства Бургундии до 1033 года, когда вследствие поражения Эда II де Блуа, племянника Рудольфа III, аббатство перешло под контроль Савойской династии. Амадей III, граф Савойский, стал управляющим монастыря в 1103 году. Его усилиями монастырская община была возрождена. С 1128 года и доныне там живёт община каноников, которые придерживаются устава святого Августина. 

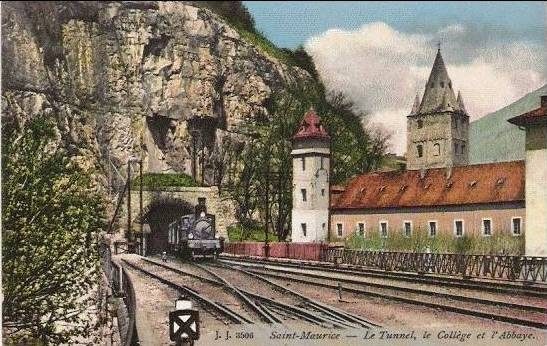
Старинная открытка изображает туннель рядом с аббатством

На протяжении всей истории аббатства его стратегическое расположение вблизи горного перевала и независимое положение делало его жертвой войн. Аббатство было часто вынуждено платить выкуп или быть местом размещения войск.
3 июля 1840 года римский папа Григорий XVI издал бреве In amplissimo, которым придал ординариям территориального аббатства Святого Маврикия титул вифлеемского епископа на неограниченный срок. C 17 июля 1987 года этот титул больше не присваивался.
25 октября 2014 года архиепископ Женевский Михаил (Донсков) и епископ Корсунский Нестор (Сиротенко) совершили первую православную литургию на центральном престоле базилики аббатства святого Маврикия. Иерархам сослужили клирики Западноевропейской епархии РПЦЗ и Корсунской епархий: двенадцать священников и четыре диакона. По благословению епископа Корсунского Нестора, и с согласия игумена и духовного собора аббатства, в монастыре стали проводятся православные богослужения, возглавляемые священнослужителями Московского Патриархата. 28 февраля 2018 года, аббатом Иоанном (Скарселла), экономом обители священником Оливье Родюи и клириком Троицкого кафедрального собора в Париже священником Августином Соколовским был подписан договор о передаче в пользование Корсунской епархии монастырского храма во имя святого Апостола Иакова.

## Современное состояние
Ныне аббатство насчитывает около 40 каноников и 2 братьев-мирян. Нынешний настоятель Жозеф Родьюи (Joseph Roduit), CRA, был избран в 1999 году. Клирики аббатства служит как духовные потребности на территории, подчинённой аббатству, а также пять приходов в епархии Сиона. Каноники также работают преподавателями в колледже-лицее при Аббатстве святого Маврикия.

## Архитектура

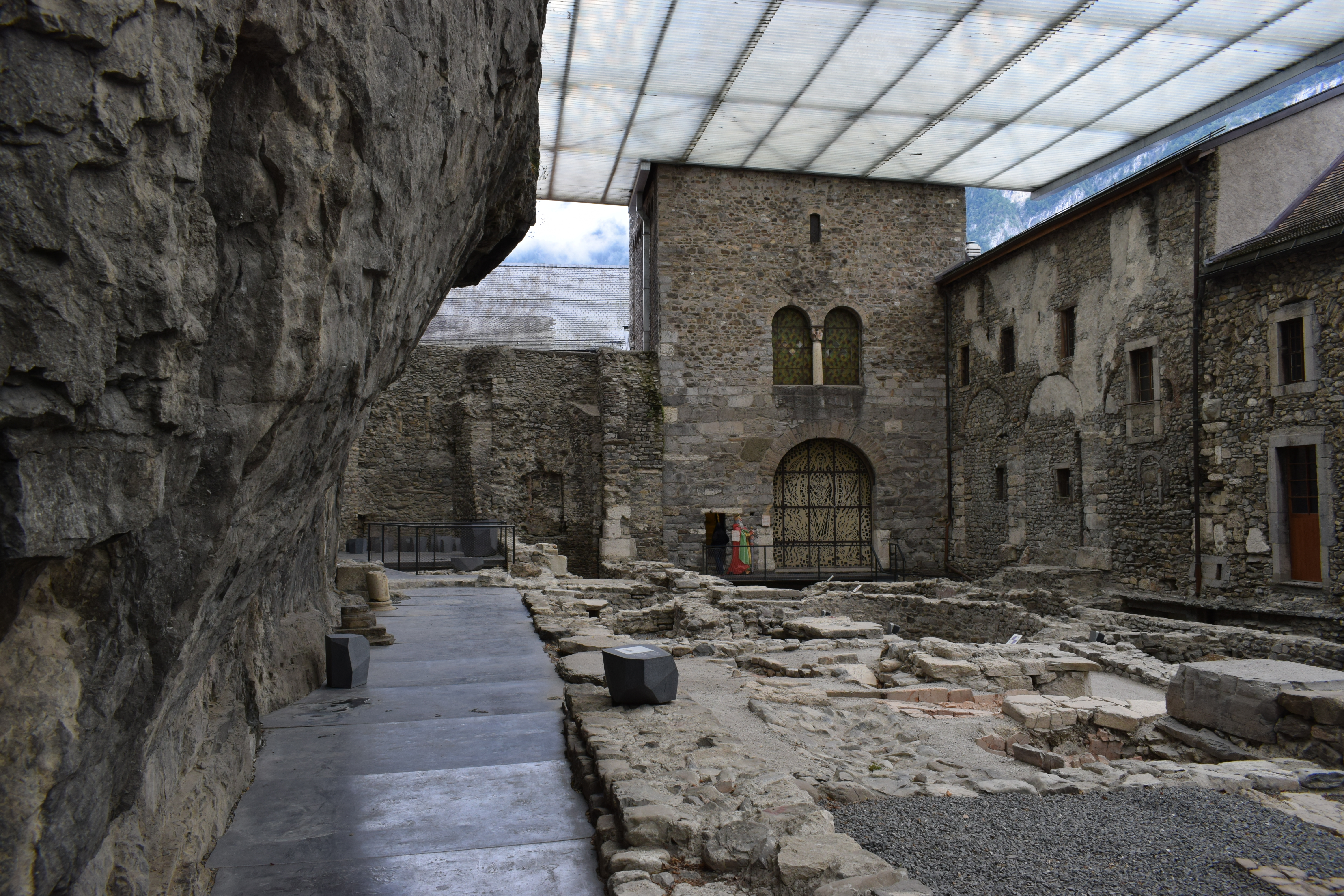
Древнейшие постройки аббатства, открытые археологами

Раскопки на территории аббатства обнаружили баптистерий, датируемый IV — V веками, серию из четырёх основных церквей эпохи Каролингов, построенных друг на друге (одна на другой), датируемых с V по XI века, и склепы, построенные между IV и VIII веками.
Нынешняя церковь сначала была построена в XVII веке, а башня датируется XI-м веком. Ещё до Клермон-Ферранского собора 946 года, Шартрского собора ок. 1020 года и Руанского собора ок. 1030, Аббатство Святого Маврикия было одним из первых примеров крытой внутренней аркады с расходящимися из центра часовнями.
Башня в романском стиле была реконструирована в 1945 году, необходимость реконструкции была вызвана массивным падающим камнем. Вновь установленный карильон является крупнейшим построенным на сегодняшний день в Швейцарии.